# FK Orsza
FK Orsza (biał. ФК «Ворша») – białoruski klub piłkarski z siedzibą w mieście Orsza, grający w pierwszej lidze białoruskiej. Barwy — niebiesko-biały. Założony w 1951 roku.

## Historia
Chronologia nazw:
- 1951—1956: Trud Orsza
- 1956—1959: ZSzM Orsza (biał. ЗШМ Ворша)
- 1960—1965: Maszynabudaunik Orsza (biał. «Машынабудаўнік» Ворша)
- 1965—1989: Start Orsza (biał. «Старт» Ворша)
- 1990—1994: Lehmasz Orsza (biał. «Легмаш» Ворша)
- 1995: Maksim-Orsza Orsza (biał. «Максім-Ворша» Ворша)
- 1996: Maksim-Lehmasz Orsza (biał. «Максім-Легмаш» Ворша)
- 1997—2004: FK Orsza (biał. ФК «Ворша»)
- 2005—2007: Orsza-Bieławtoserwis Orsza (biał. «Ворша-Белавтосэрвіс» Ворша)
- 2008—...: FK Orsza (biał. ФК «Ворша»)

Klub został założony w 1951 jako Trud Orsza. Nazywał się też Maszynabudaunik Orsza, Start Orsza, Lehmasz Orsza, Maksim-Orsza Orsza, Maksim-Lehmasz Orsza i Orsza-Bieławtoserwis Orsza. Obecnie nazywa się FK Orsza.

## Sukcesy
- Puchar Białoruskiej SRR:
  - finalista (1x): 1971[1]
- 2.liga białoruska:
  - mistrz (1x): 2004